# Daniel Gildenlöw
Daniel Gildenlöw, född 5 juni 1973 i Eskilstuna, Södermanlands län, är en svensk sångare, gitarrist och låtskrivare. Han är mest känd för sin medverkan i bandet Pain of Salvation som verkar inom genren progressive metal. Utanför det bandet har han varit medlem i The Flower Kings och spelar med i Transatlantic under deras liveuppträdanden.
Gildenlöw deltog i Melodifestivalen 2010 med låten "Road Salt" och ställde senare upp i Melodifestivalen 2015 med låten "Pappa" som blev sjua i den första deltävlingen.
Daniel Gildenlöw är äldre bror till musikern Kristoffer Gildenlöw.

## Diskografi (urval)
Studioalbum med Pain of Salvation
- 1997 – Entropia
- 1998 – One Hour by the Concrete Lake
- 2000 – The Perfect Element, Part I
- 2002 – Remedy Lane
- 2004 – BE
- 2007 – Scarsick
- 2010 – Road Salt One
- 2011 – Road Salt Two
- 2014 – Falling Home
- 2017 – In the Passing Light of Day

Studioalbum med Crypt of Kerberos
- 1993 – World of Myths[2]

Studioalbum med The Flower Flower Kings
- 2002 – Unfold the Future
- 2004 – Adam & Eve